# Alois Dobřenský
Alois Dobřenský (1. února 1912 Židenice – 8. září 1943 Věznice Plötzensee) byl český odbojář z období druhé světové války popravený nacisty.

## Život
Alois Dobřenský se narodil 1. února 1912 v Židenicích u Brna. Z finančních důvodů nedokončil reálné gymnázium a následně se vyučil stolařem. Pracoval v příležitostných zaměstnáních, případně nebyl zaměstnán vůbec. V roce 1934 se oženil s Julií Rozkydalovou, manželům se narodili synové Emil a Alois. Po německé okupaci v březnu 1939 vstoupil do komunistického protinacistického odboje. Poprvé zatčen byl 15. prosince 1942, po krátké době byl ale propuštěn. Po dalším zatčení 11. února 1942 byl vězněn na brněnských Kounicových kolejích, poté ve Vratislavi a nakonec v Berlíně, kde byl 3. září 1943 odsouzen k trestu smrti a 8. září téhož roku ve věznici Plötzensee popraven. Alois Dobřenský byl oběšen během tzv. Krvavých nocí v rámci hromadných poprav organizovaných po poškození věznice během bombardování v noci ze 4. na 5. září 1943.

## Posmrtná ocenění
- Aloisi Dobřenskému byl in memoriam udělen Československý válečný kříž 1939